# Avarekaiguddadakaval, Piriyapatna
Avarekaiguddadakaval là một làng thuộc tehsil Piriyapatna, huyện Mysore, bang Karnataka, Ấn Độ.